# Freistaat Fiume
Der Freistaat Fiume, auch Freistaat Rijeka (italienisch: Stato libero di Fiume, kroatisch: Slobodna Država Rijeka), war ein unabhängiger Freistaat um die heute als Rijeka zu Kroatien gehörende Stadt Fiume, der von 1920 bis 1924 bestand. Das Staatsgebiet umfasste die Stadt Fiume und das nördliche Umland sowie einen Korridor, der es mit Italien verband, insgesamt eine Fläche von 28 km².

## Vorgeschichte
Fiume wurde 1719 durch ein Dekret des römisch-deutschen Kaisers Karl VI. zum ersten Mal als Freihafen selbstständig. 1779 erhielt die Stadt während der Herrschaft der Kaiserin Maria Theresia den Status corpus separatum unter der Bezeichnung Fiume város. Die Stadt verlor ihre Selbstständigkeit im Jahr 1848, als sie von Ban Josip Jelačić eingenommen wurde, erhielt aber 1868 als Bestandteil des Königreichs Ungarn den Status als corpus separatum zurück. Bis zur Mitte des 19. Jahrhunderts war die Stadt ganz überwiegend von Kroaten bevölkert, die ungarische Regierung förderte aber den Zuzug von Italienern, die Ende des 19. Jahrhunderts zur größten Volksgruppe angewachsen waren.
Außer Kroaten und Italienern lebten in der Stadt auch Deutsche, Slowenen, Ungarn und Einwohner anderer Nationalitäten, in von Zensus zu Zensus wechselnden Anteilen an der Gesamtbevölkerung. Dieser Status einer multinationalen Stadt galt als etwas Besonderes und schuf bei der Mehrheit der Bevölkerung eine eigene Identität. Die offiziellen Sprachen waren Ungarisch und Deutsch, die Geschäftskorrespondenz wurde auf Italienisch geführt, während die meisten Familien den kroatischen Dialekt Čakavisch oder einen Fiuman genannten italienischen Dialekt sprachen.
Nach dem Ersten Weltkrieg und dem Zusammenbruch Österreich-Ungarns wurde die Frage des Status von Fiume zu einem internationalen Problem. Auf dem Höhepunkt der Auseinandersetzungen zwischen dem Königreich der Serben, Kroaten und Slowenen und dem Königreich Italien sprachen sich die Siegermächte für die Schaffung eines unabhängigen Pufferstaates aus. Der amerikanische Präsident Woodrow Wilson wurde zu einem Vermittler im jugoslawisch-italienischen Disput über die Zukunft der Stadt. Er schlug vor, dass Fiume unabhängig und eventuell ein zukünftiger Sitz des Völkerbundes werden sollte. Außerdem sprach er sich im September 1919 dafür aus, dem Freistaat sämtliche Inseln des Quarnero zuzusprechen.
Der Streit zwischen dem südslawischen und dem italienischen Nationalkomitee führte zu gesetzlosen Zuständen und schließlich zur Landung britischer und französischer Truppen, die die Kontrolle in der Stadt übernahmen. Die nach wie vor ungeklärte politische Situation wurde von dem italienischen „präfaschistischen“ Nationalisten und Dichter Gabriele D’Annunzio genutzt, der Fiume mit seinen Arditi genannten Freischärlern am 12. September 1919 besetzte. Nach einer 15-monatigen Zeit gesellschaftlichen Chaos und ein Jahr nach dem Scheitern von Verhandlungen mit der italienischen Regierung proklamierte D’Annunzio die Italienische Regentschaft am Quarnero.

## Geschichte des Freistaats
Am 12. November 1920 unterzeichneten das Königreich Italien und das Königreich der Serben, Kroaten und Slowenen den Grenzvertrag von Rapallo, in dem beide Parteien die Anerkennung eines freien und unabhängigen Freistaates Fiume vereinbarten und sich verpflichteten, dessen Unabhängigkeit in Ewigkeit zu respektieren. In Artikel 4 war der „Freistaat Fiume“ geschaffen, der als unabhängiger Staat de facto etwa ein Jahr und de jure vier Jahre existieren sollte. Der neue Staat wurde umgehend von den Vereinigten Staaten, Frankreich und Großbritannien anerkannt. D’Annunzio lehnte den Vertrag ab und wurde in der „Blutigen Weihnacht“ vom 24. bis 30. Dezember 1920 von regulären Truppen der italienischen Armee aus der Stadt vertrieben.
Im April 1921 bestätigten die Wähler in Fiume den Plan des italienischen Ministerpräsidenten zur Gründung des Freistaates und eines italienisch-fiumanisch-jugoslawischen Konsortiums zur Verwaltung des Hafens von Fiume.
Die Autonomisten und der pro-italienische Nationale Block gewannen die ersten Parlamentswahlen. Die Autonomistische Partei, die von der Mehrheit der kroatischen Bevölkerung unterstützt wurde, erreichte 6558 Stimmen, während der Nationale Block, bestehend aus Faschisten, Liberalen und Demokraten, 3443 Stimmen erhielt. Der Führer der Autonomisten Riccardo Zanella wurde Präsident. Am 3. März 1922 übernahmen italienische Faschisten mit einem Staatsstreich die Macht, die legale Regierung floh nach Kraljevica.
Im Januar 1924 stimmte das Königreich der Serben, Kroaten und Slowenen in dem Vertrag von Rom der Annexion der Stadt durch Italien zu, die am 16. März vollzogen wurde. Die Exilregierung des Freistaats erklärte die Besetzung für unrechtmäßig und nach internationalem Recht für ungültig und setzte ihre Aktivitäten fort.
Um die in Italien bestehenden Hindernisse für die Ehescheidung zu umgehen, nahmen zahlreiche Italiener vorübergehend die Staatsangehörigkeit des Freistaats Fiume an, da dessen Gesetzgebung eine Scheidung ermöglichte. Auch aus anderen Ländern Europas kam es zu einem regelrechten Scheidungstourismus, der eine Haupteinnahmequelle der Hotels und Anwälte gewesen sein soll. Vor dem Ersten Weltkrieg hatte in Fiume ungarisches Recht gegolten, das einvernehmliche Scheidungen erlaubte.
Bei seiner Gründung hatte der Freistaat die vorhandenen Briefmarken mit dem Porträt von Gabriele D’Annunzio mit dem Aufdruck „Governo Provvisorio“ versehen. Wie bereits bei den ungarischen Briefmarken aus Fiume mit dem Aufdruck „Fiume“ aus dem Jahr 1918 gibt es auch hiervon Briefmarkenfälschungen. Am 23. März 1923 wurde eine eigene Briefmarkenserie des Freistaats Fiume aufgelegt, die nach der Annexion des Freistaats durch das Königreich Italien 1924 mit dem Aufdruck „ANNESSIONE ALL'ITALIA 22 Febb. 1924“ sowie „REGNO D'ITALIA“ noch einmal ausgegeben wurde.

## Nachspiel
Mit der Kapitulation Italiens im Zweiten Weltkrieg wurde die Rijeka-Frage wieder aktuell. 1944 veröffentlichte eine Gruppe von Bürgern das „Liburnia-Memorandum“, in dem die Bildung eines Bundesstaates aus den drei Bezirken Rijeka, Sušak und Bistrica vorgeschlagen wurde. Die Inseln Krk, Cres und Lošinj sollten dem Kondominium beitreten. Auch Präsident Zanella von der Exilregierung befürwortete die Wiederherstellung des Freistaates.
Die Truppen der jugoslawischen Befreiungsarmee, die die Stadt am 3. Mai 1945 von der deutschen Besetzung befreit hatten, vereitelten diesen Plan. Mit dem Friedensvertrag von Paris wurden Rijeka und Istrien 1947 offiziell Teil der Föderativen Volksrepublik Jugoslawien.
Das Wappen von Rijeka, der zweihalsige doppelköpfige Adler, das sowohl während der faschistischen als auch während der kommunistischen Herrschaft verboten war, wurde erst 1998 wieder eingeführt.